# Рудњанска Љехота
Рудњанска Љехота (слч. Rudnianska Lehota) насељено је мјесто са административним статусом сеоске општине (слч. obec) у округу Прјевидза, у Тренчинском крају, Словачка Република.

## Становништво
| Година:    | 1994. | 2004.   | 2014.   | 2024.   |
| ---------- | ----- | ------- | ------- | ------- |
| Број људи: | 718   | 722     | 741     | 732     |
| Разлика:   |       | +0,55 % | +2,63 % | -1,21 % |

| Година:    | 2023. | 2024.   |
| ---------- | ----- | ------- |
| Број људи: | 725   | 732     |
| Разлика:   |       | +0,96 % |

Према подацима о броју становника из 2011. године насеље је имало 738 становника.